# Johann Möller
Johann Möller (Fou un compositor i organista alemany del segle XVI).
Fou organista de la cort de Darmstadt i es dedicà a la composició: de les seves obres donà a la impremta: Newe Paduannen und darauffgehaeringe von 5 Stimmen (Frankfurt, 1610, Newe Quodlibet mit 4 Stimmen (Frankfurt, 1610), Deutsche Motteltten (Darmstadt, 1611), i Andere newe Paduannen (Darmstadt, 1613).